# Trent Lott
Trent Lott, född 9 oktober 1941 i Grenada, Mississippi, är en amerikansk republikansk politiker. 
Han var ledamot av USA:s representanthus från 1973 till 1989, USA:s senat från 1989 till 2007 och tjänstgjorde som senatens majoritetsledare 1996–2001.

## Biografi
Lott växte upp i delstaten Mississippi, där hans far Chester Paul Lott först var sharecropper (mindre arrendebonde) och efter flytt till Pascagoula arbetade på ett varv och modern Iona Watson Lott var lärare. Trent Lott gifte sig med Patricia Thompson 1964; de har två barn: Chet och Tyler. Lott avlade juristexamen vid University of Mississippi 1967. Därefter inledde han sin karriär som advokat i hemstaden Pascagoula.
Lott var demokrat i sin ungdom. Han var medarbetare till kongressledamoten William M. Colmer, en ledande segregationist i det demokratiska partiet. Lott valdes till USA:s representanthus som Colmers efterträdare 1972. Trots att Lott hade bytt parti till republikanerna, stödde den avgående kongressledamoten Colmer honom. Han var ledamot av USA:s representanthus 1973-1989.
När demokraten John C. Stennis 1988 valde att inte ställa upp för omval efter över 40 år i senaten, valde Lott att kandidera för senaten. Han besegrade demokraten Wayne Dowdy i valet. Lott omvaldes 1994, 2000 och 2006. 
Lott var republikanernas partiledare i senaten 1996-2002 (majoritetsledare 12 juni 1996 - 3 januari 2001 och 20 januari 2001 - 6 juni 2001; minoritetsledare 3 januari - 20 januari 2001 samt 6 juni 2001 - 20 december 2002). 
Lott avgick från senaten 18 december 2007.